# Gedenkkreuz von Dunlossit
Bei dem Gedenkkreuz von Dunlossit handelt es sich um ein steinernes Keltenkreuz auf dem Gelände des Dunlossit House nahe der Ortschaft Port Askaig auf der schottischen Hebrideninsel Islay. Es steht südlich der A846 nahe der Ostküste der Insel. 2000 wurde das Gedenkkreuz in die schottischen Denkmallisten in der Kategorie C aufgenommen.

## Beschreibung
Der exakte Bauzeitpunkt des Kreuzes ist nicht überliefert. Es zeigt zwei Inschriften: Isabella Buchan Gilmour (19. November 1861–15. März 1900) und Allan Gilmour of Eaglesham (4. Mai 1820–Dezember 1905). Die Vermutung liegt nahe, dass das Kreuz in Gedenken an Isabella Gilmours Tod errichtet wurde und der Name ihres Vaters nach dessen Ableben hinzugefügt wurde.
Heute ist nur noch der Kreuzschaft mit einem Stumpf des umgebenden Kranzes erhalten. Der rechteckige Schaft zeigt typische verschlungene keltische Ornamente. Die darunterliegende Platte zeigt eine von zwei Cherubinen umgebene Frauengestalt mit Flügeln, die einen Säugling im Schoß hält.